# ایگور مارتینز
ایگور مارتینز (انگلیسی: Igor Martínez؛ زادهٔ ۱۹ ژوئیهٔ ۱۹۸۹) بازیکن فوتبال اهل اسپانیا است.
از باشگاه‌هایی که در آن بازی کرده‌است می‌توان به باشگاه فوتبال لوگو، باشگاه فوتبال دپورتیوو آلاوس، باشگاه فوتبال میراندس، باشگاه فوتبال اتلتیک بیلبائو، و باشگاه فوتبال اتلتیک بیلبائو بی اشاره کرد.
وی همچنین در تیم ملی فوتبال زیر ۱۹ سال اسپانیا بازی کرده‌است.